# مونتريزل هاريل
مونتريزل هاريل (بالإنجليزية: Montrezl Harrell)‏ مواليد 26 يناير 1994 في تاربورو، هو لاعب كرة سلة محترف أمريكي بدأ مسيرته الاحترافية في سنة 2015 حيث تم اختياره من قبل فريق هيوستن روكتس خلال الدرافت، يلعب مع فريق هيوستن روكتس في الرابطة الوطنية لكرة السلة ويحمل الرقم 35. يبلغ طوله 6 قدم 8 بوصة (2.0 م).

## إحصائيات المسيرة

### الموسم الاعتيادي
| السنة   | الفريق       | لعب | بدأ | دقيقة | ميداني% | ثلاثية | حرة  | ارتداد | صنع | استلاب | تصدي | نقطة |
| ------- | ------------ | --- | --- | ----- | ------- | ------ | ---- | ------ | --- | ------ | ---- | ---- |
| 2015–16 | هيوستن روكتس | 39  | 1   | 9.7   | .644    | .000   | .522 | 1.7    | .4  | .3     | .3   | 3.6  |
| المسيرة | المسيرة      | 39  | 1   | 9.7   | .644    | .000   | .522 | 1.7    | .4  | .3     | .3   | 3.6  |

### التصفيات
| السنة   | الفريق       | لعب | بدأ | دقيقة | ميداني% | ثلاثية | حرة  | ارتداد | صنع | استلاب | تصدي | نقطة |
| ------- | ------------ | --- | --- | ----- | ------- | ------ | ---- | ------ | --- | ------ | ---- | ---- |
| 2016    | هيوستن روكتس | 2   | 0   | 6.0   | .333    | .000   | .500 | 1.0    | .0  | .0     | .0   | 1.5  |
| المسيرة | المسيرة      | 2   | 0   | 6.0   | .333    | .000   | .500 | 1.0    | .0  | .0     | .0   | 1.5  |

## روابط خارجية
- مونتريزل هاريل على موقع الاتحاد الدولي لكرة السلة (الإنجليزية)
- مونتريزل هاريل على موقع إن بي أي (الإنجليزية)
- مونتريزل هاريل على موقع سبورتس رفرنس (الإنجليزية)
- مونتريزل هاريل على موقع كرة السلة الأوروبية.كوم (الإنجليزية)
- مونتريزل هاريل على موقع إي إس بي إن.كوم (الإنجليزية)
- مونتريزل هاريل على موقع كلية كرة السلة في سبورتس رفرنس.كوم (الإنجليزية)
- مونتريزل هاريل على موقع ريلجم (الإنجليزية)
- مونتريزل هاريل على موقع بروبوليرز (الإنجليزية)
- مونتريزل هاريل على موقع سبورتس رفرنس (الإنجليزية)
- مونتريزل هاريل على موقع سبورتس رفرنس (الإنجليزية)